# Ahmed Nabil Koka
Ahmed Nabil Ashour Abdelaal (en árabe  أحمد نبيل كوكا;nacido en El Cairo, 4 de julio de 2001), conocido como Koka, es un futbolista egipcio que juega en la demarcación de centrocampista para el Al-Ahly de la Premier League de Egipto.

## Carrera
Habiéndose unido a la academia de Al Ahly a la edad de siete años procedente de la Academia de Fútbol del Mar Rojo, Koka ascendió a través de las filas para hacer su debut profesional en la Copa de Egipto contra Abu Qair Semad el 21 de noviembre de 2020. A pesar de luchar por establecerse como jugador del primer equipo, Koka contrajo COVID-19 poco después de participar en un empate 1-1 con Future el 26 de diciembre de 2021, con el personal médico de Al-Ahly estimando que regresaría a los entrenamientos del primer equipo en marzo de 2022. Sin embargo, luego sufrió complicaciones de la enfermedad y no volvería a la acción del primer equipo hasta mayo del mismo año, ingresando como sustituto tardío en un partido de la Liga de Campeones de la CAF contra ES Sétif el 14 de mayo.
Koka volvió a lesionarse al final de la temporada 2021-22, sufriendo una lesión en el tendón de la corva durante el entrenamiento y perdiéndose los últimos partidos de la temporada contra Pyramids y Zamalek. Luego, se perdió el inicio de la temporada 2022-23 después de sufrir una lesión en el músculo de la espalda. Regresó al primer equipo, pero volvió a lesionarse en un partido contra ENPPI, siendo llevado al hospital después de sufrir una lesión en el ojo al ser golpeado en la cara a corta distancia por el balón. Se lesionó la espalda en un partido contra el Banco Nacional de Egipto a finales de enero de 2023 y se perdería casi seis semanas antes de regresar al equipo en marzo de 2023.

## Estadísticas

### Club
| Club                | Temporada           | Liga                    | Liga | Liga  | Copa | Copa  | Continental | Continental | Otros | Otros | Total | Total |
| Club                | Temporada           | División                | Apps | Goles | Apps | Goles | Apps        | Goles       | Apps  | Goles | Apps  | Goles |
| ------------------- | ------------------- | ----------------------- | ---- | ----- | ---- | ----- | ----------- | ----------- | ----- | ----- | ----- | ----- |
| Al Ahly             | 2019–20             | Egyptian Premier League | 0    | 0     | 1    | 0     | 0           | 0           | 0     | 0     | 1     | 0     |
| Al Ahly             | 2020–21             | Egyptian Premier League | 5    | 0     | 1    | 0     | 0           | 0           | 0     | 0     | 6     | 0     |
| Al Ahly             | 2021–22             | Egyptian Premier League | 6    | 0     | 1    | 0     | 1           | 0           | 0     | 0     | 8     | 0     |
| Al Ahly             | 2022–23             | Egyptian Premier League | 5    | 0     | 0    | 0     | 3           | 0           | 0     | 0     | 8     | 0     |
| Total de la carrera | Total de la carrera | Total de la carrera     | 16   | 0     | 3    | 0     | 4           | 0           | 0     | 0     | 23    | 0     |

## Honores
Al Ahly
- Egyptian Premier League: 2022-23
- Copa de Egipto: 2021-22, 2022-23
- Supercopa de Egipto: 2023-24
- CAF Champions League: 2022-23
- CAF Champions League: 2023-24